# Парк Київська Русь
«Парк Київська Русь» (Князівство Київська Русь) — відтворення Давнього Києва V—XIII століття, столиці великої середньовічної держави Київська Русь, в межах його історичного центру, відомого як Дитинець Києва або Град Володимира. Відбудовується архітектурний образ міста в повному обсязі, в масштабі 1:1, з урахуванням знань сучасної науки. Також відтворюється атмосфера Київської Русі. Проєкт здійснюється в історично значущому місці, згаданому в літописах, яке максимально відповідає ландшафту і повторює рослинність Києва тисячолітньої давнини, в с. Копачів Обухівського району Київської області.
Мета проєкту: розширення картини світу всього людства про значення, ролі і вплив Древнього Києва, Київської Русі, України та всієї Східної Європи на формування і розвиток цивілізації в минулому, сьогоденні і майбутньому.
Колектив «Парку Київська Русь» спільно з провідними фахівцями в галузі історії, архітектури, етнографії та культурології з різних країн на основі наукових знань створили Генеральний план будівництва Дитинця Києва V-XIII століть, який погоджений Національною академією наук України.
Вчені, що беруть участь в реалізації проєкту Древній Київ у «Парку Київська Русь», — це найбільш видатні дослідники Національної академії наук України та наукових установ інших країн, які вивчають археологію, історію, архітектуру Древнього Києва та епохи Київської Русі. Науковий керівник проєкту — Гліб Юрійович Івакін, заступник директора Інституту археології Національної академії наук України, професор, головний архітектор — Вадим Лук'янченко.
Проєкт реалізується благодійною організацією «Слов'янський фонд» (Україна, Київ).

## Загальні відомості
Дитинець Києва (місто Володимира 10 га) відтворюється в його історичних розмірах та оточенні, споруджуються будівлі, які існували в межах кордонів дитинця в V—XIII століттях: фортечний мур, палац князя Володимира, палац княгині Ольги, Федорівський монастир, Десятинна церква, Ярославів двір, ротонда, гридниця та інші — з максимальною історичною достовірністю, враховуючи знання археології, історії, етнографії, а також інші об'єкти, що відображають життя та побут давніх киян.
Сьогодні вже збудовані споруди оборонного комплексу міста Володимира, який складається з:
- дев'ятиметрового валу (загальна довжина 1,5 кілометра) і частково оборонного рову,
- дерев'яної фортечної стіни— забороли, протяжність якої сьогодні становить 300 м,
- Михайлівських воріт висотою 21 м.

Також відтворені зразки середньовічного містобудування:
- в'їзні ворота зі сторожовими вежами,
- вулична мережа Древнього Києва,
- Михайлівські ворота,
- дерев'яна оборонна стіна забороли,
- Василівська церква Х століття,
- садиби киян XI—XIII століть,
- торгові лавки київських ремісників XI—XIII століть,
- вежа—повалуша XI—XIII століть,
- княжий двір і трибуни,
- велике і мале ристалища,
- ярмарок майстрів,
- стан кочівників,
- пагорб Перуна,
- печера Нестора Літописця,
- терем Ярослава.

Загальна площа «Парку Київська Русь» — понад 50 га. Територія власне Дитинця Києва — близько 10 га (з якої більша частина досі у стадії будівництва).

## Діяльність
У Парку діють експозиції облогової техніки, історичних костюмів і обладунків V—XIII століть, музичних інструментів, музей середньовічного суднобудування з науково достовірною реконструкцією лодії «Князь Володимир» IX—XI століть.
Щовихідних на гостей Древнього Києва чекають хліб та видовища: шоу-програми, культурно-історичні фестивалі, кінно-трюкові шоу, міжнародні чемпіонати з древніх бойових мистецтв. Князівство «Київська Русь» є єдиним у своєму роді майданчиком, де в достовірному історичному антуражі відтворюються масштабні середньовічні баталії, лицарські бої, проводяться видовищні чемпіонати з історичного бою, турніри піших і кінних лучників, демонструється обмундирування і давньоруських воїнів, і середньовічних лицарів, а також відтворюється культура, побут і атмосфера Київської Русі.
Окрім щотижневих заходів, щорічно в Парку проходять масштабні заходи:
- Шоу-програма «Новорічна казка» та Різдво у Древньому Києві,
- Святкування Масляної,
- Свято Великодня,
- Фестиваль кінно-трюкового мистецтва «Кентаври»,
- Чемпіонат України з середньовічного бою «Поклик героїв»,
- Фестиваль домашніх улюбленців «Волохаті лапки»,
- Міжнародний чемпіонат з верхової стрільби з лука «Скіфи І» та «Скіфи ІІ»,
- Свято Івана Купала,
- День Хрещення Русі,
- Фестиваль культури та історії XIV—XV століть «Ruthenica medievalis»,
- Міжнародний фестиваль «Билини Древнього Києва ІХ-ХІ століть»,
- Міжнародний чемпіонат з середньовічного бою «Поклик героїв ІІ»,
- Свято Покрови,
- Міжрегіональний турнір «Витязь Київського Дитинця»,
- Новорічна ніч та інші.

Під час таких фестивалів та змагань у історичному антуражі відтворюються середньовічні баталії, лицарські бої, демонструється обмундирування і давньоруських воїнів, і середньовічних лицарів, також відтворюється культура і побут Древньої Русі — покази етно-моди, вогняні шоу, шоу кінних каскадерів, концерти середньовічної і етномузики, театралізовані вистави, хореографічні та музичні дійства тощо.
Парк пропонує також розваги: стрільбу з лука, метання ножів, сокир і списів, карбування старокиївської монети, прогулянки верхи на породистих конях і в елітних екіпажах, політ на канатному спуску, слов'янські ігри і забави, майстер-класи народних умільців, фотосесії в історичних костюмах, театралізовані вистави, виступи кінно-трюкового театру. Нічна програма включає вогняні шоу, стрільбу з требуше палаючими ядрами, а також феєрверки.
Щовихідних — програма вихідного дня, а саме: вуличний театр, кінний театр, історичні «майстер-класи», середньовічний тир, прогулянки верхи, розваги для дорослих та дітей.
Відвідування по буднях можливе для організованих груп за попередньою домовленістю з організаторами.

## Галерея

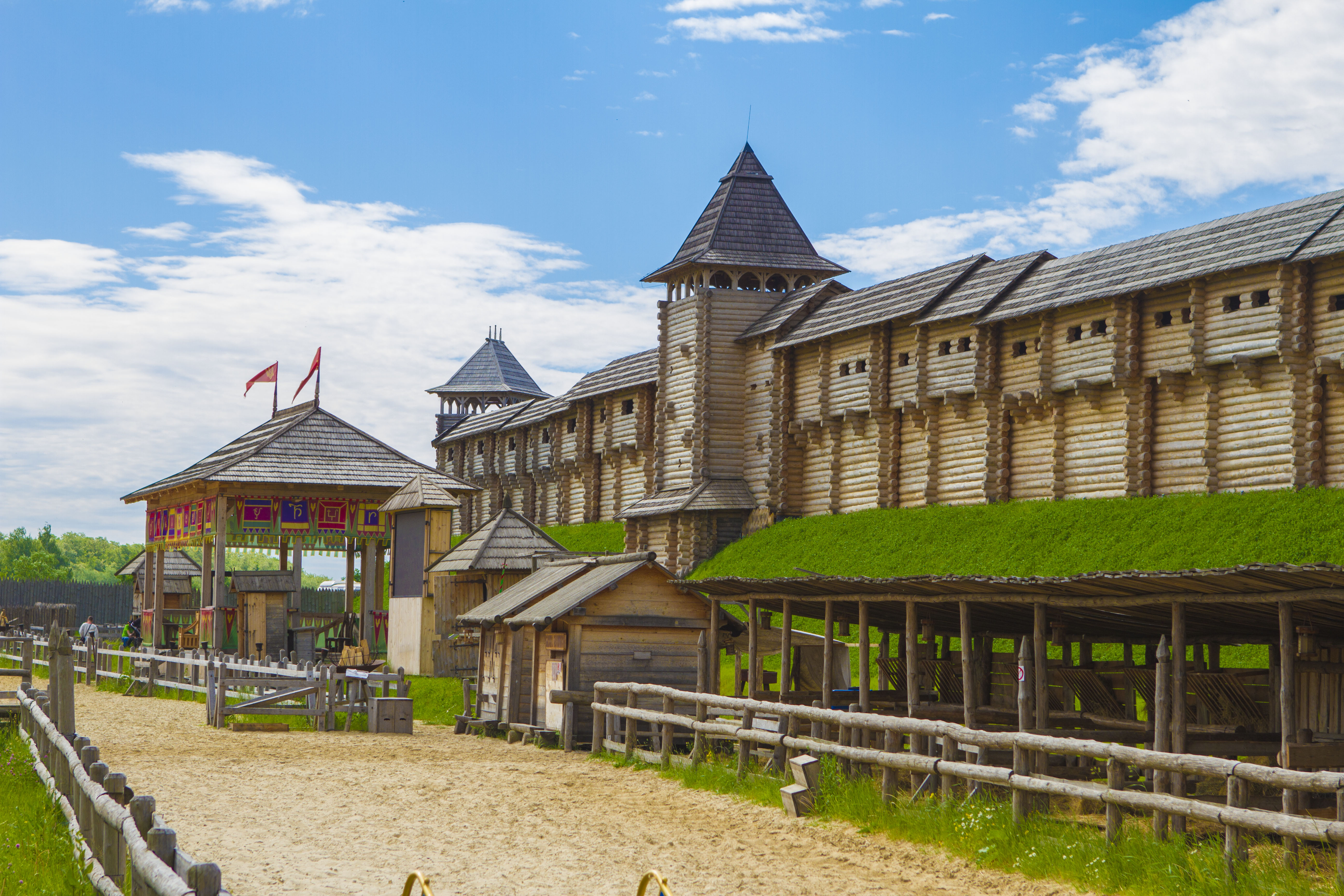
Оборонний комплекс Древнього Києва - забороли
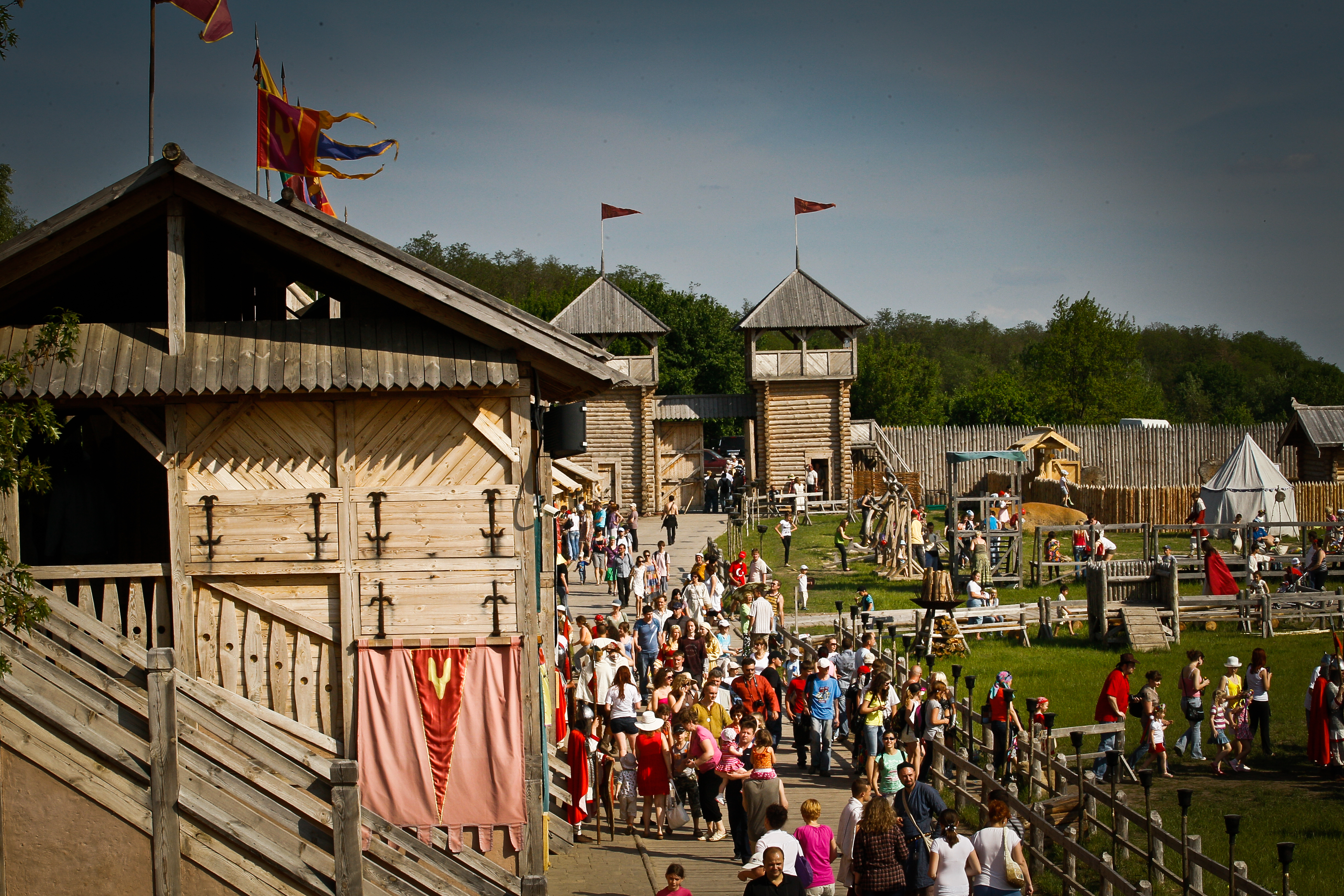
Передгороддя та княжі трибуни
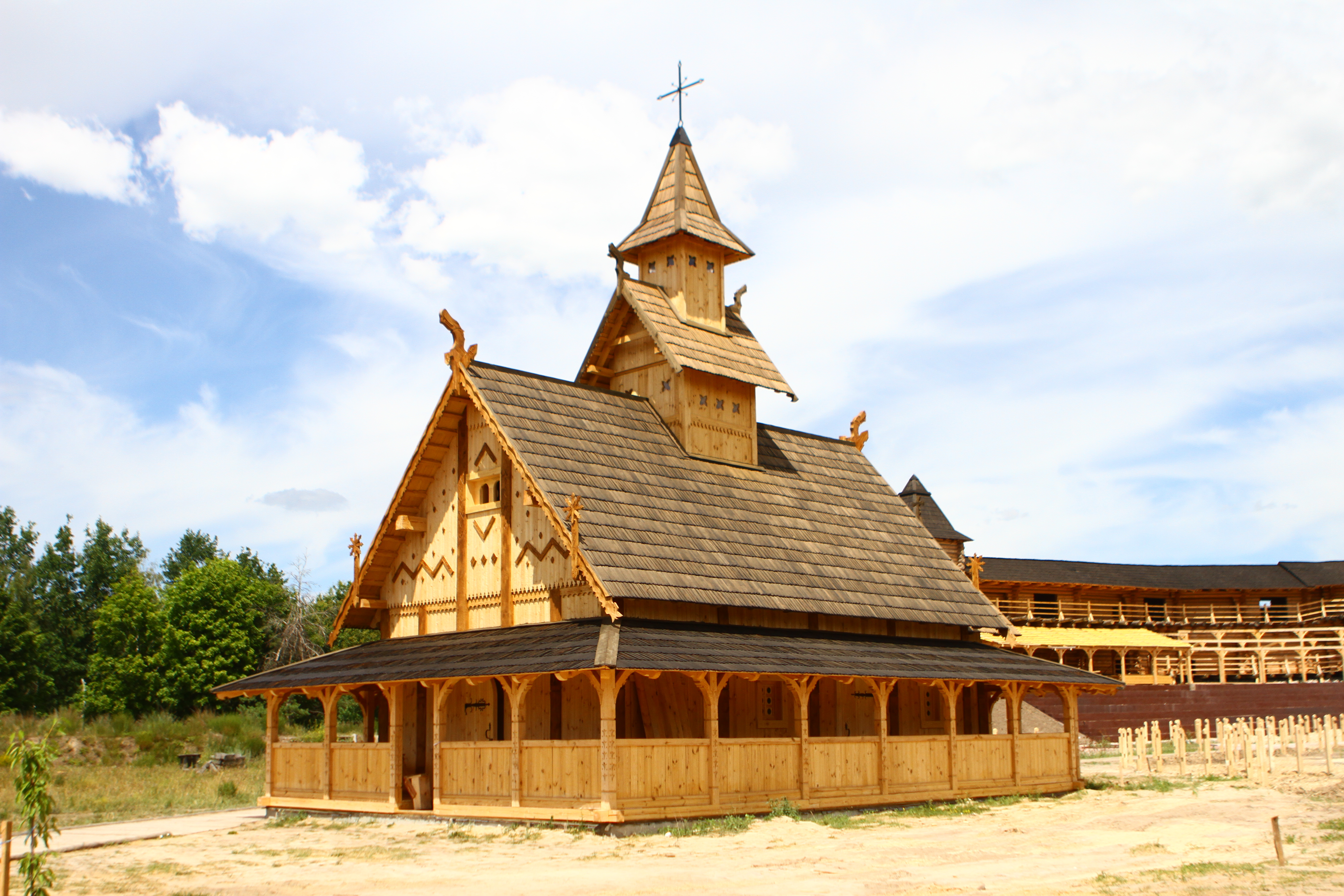
Василівська церква (Х століття)
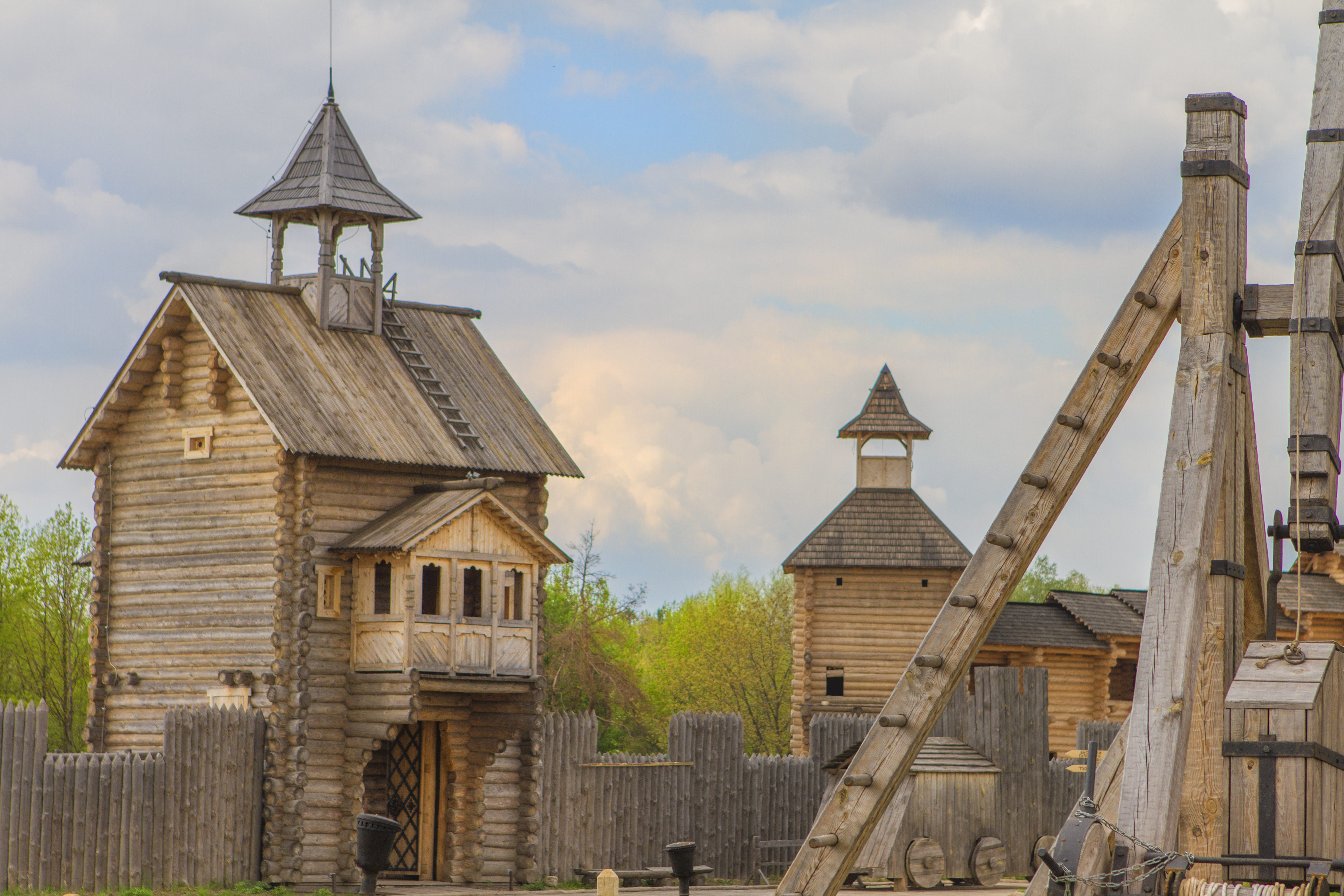
Ворота до Великого Ярославового двору
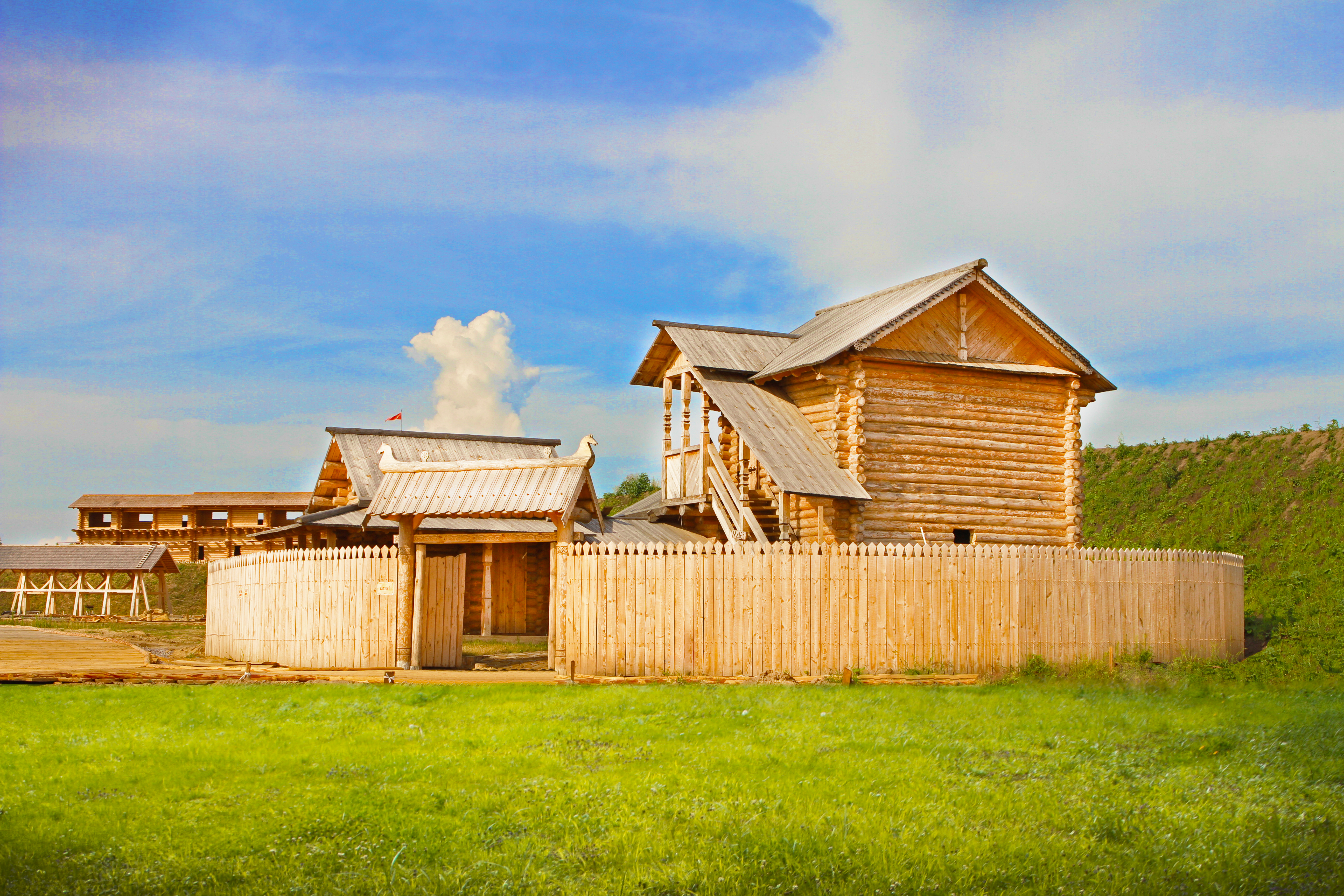
Садиба заможного киянина - ювеліра
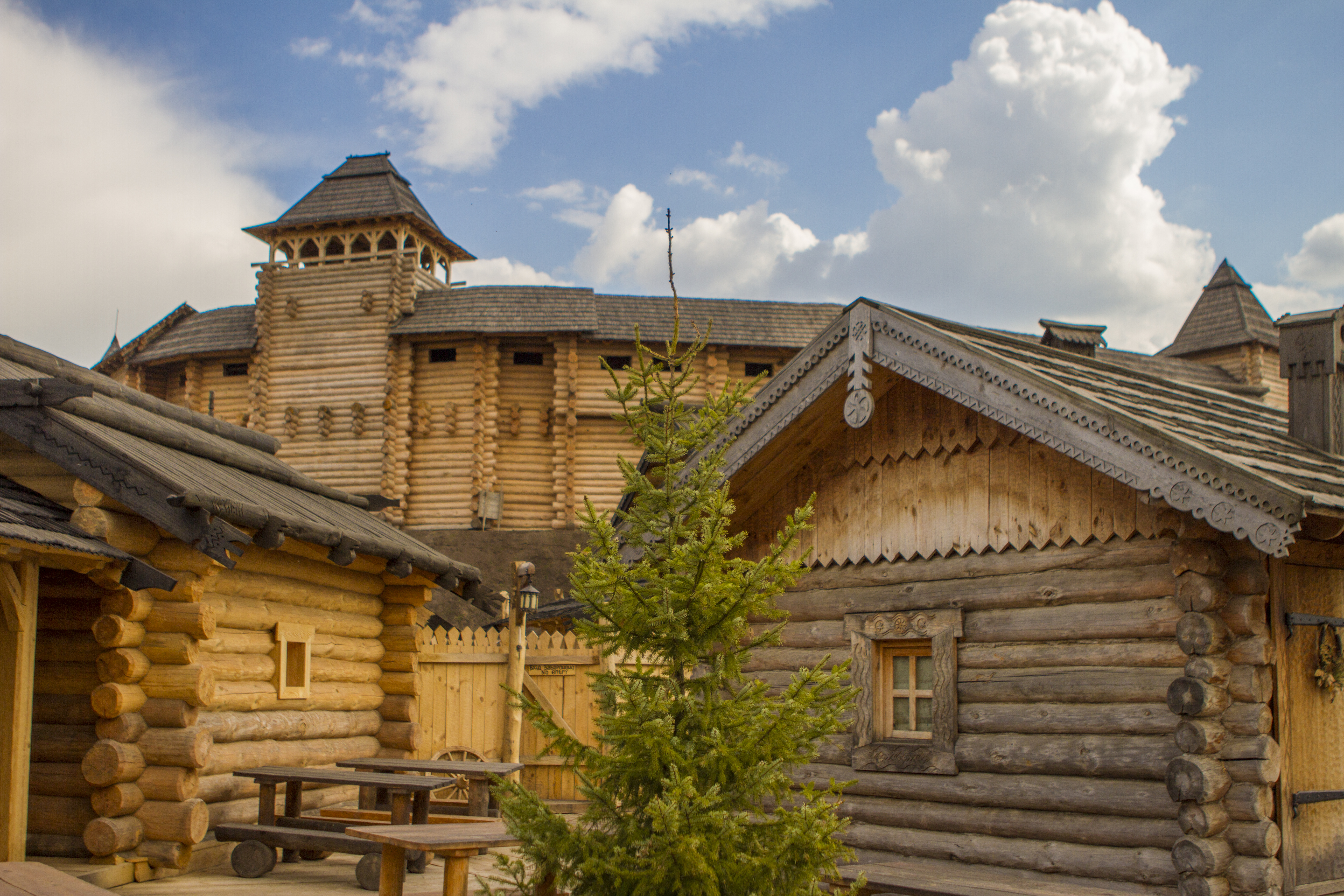
Корчма
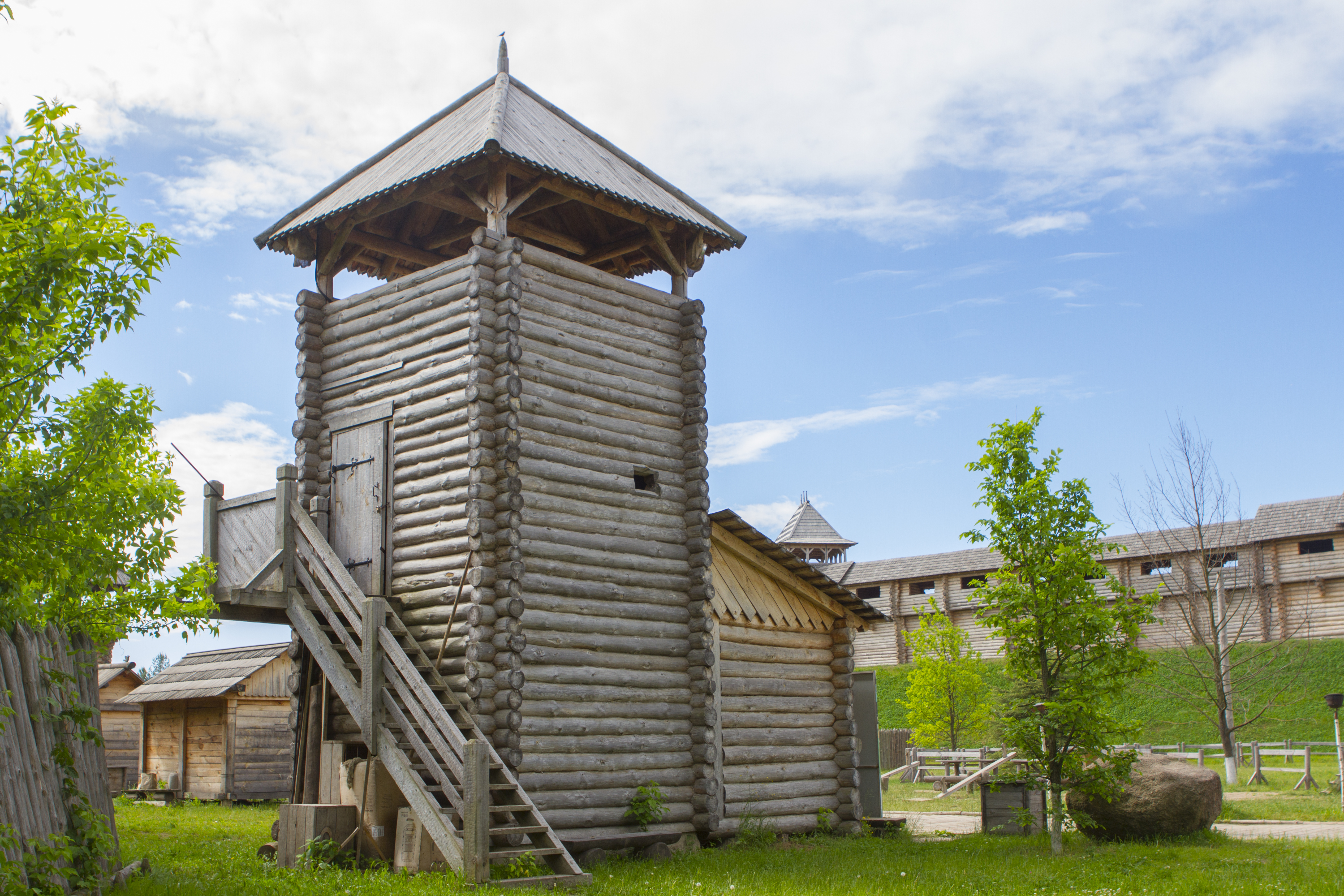
Вежа-повалуша
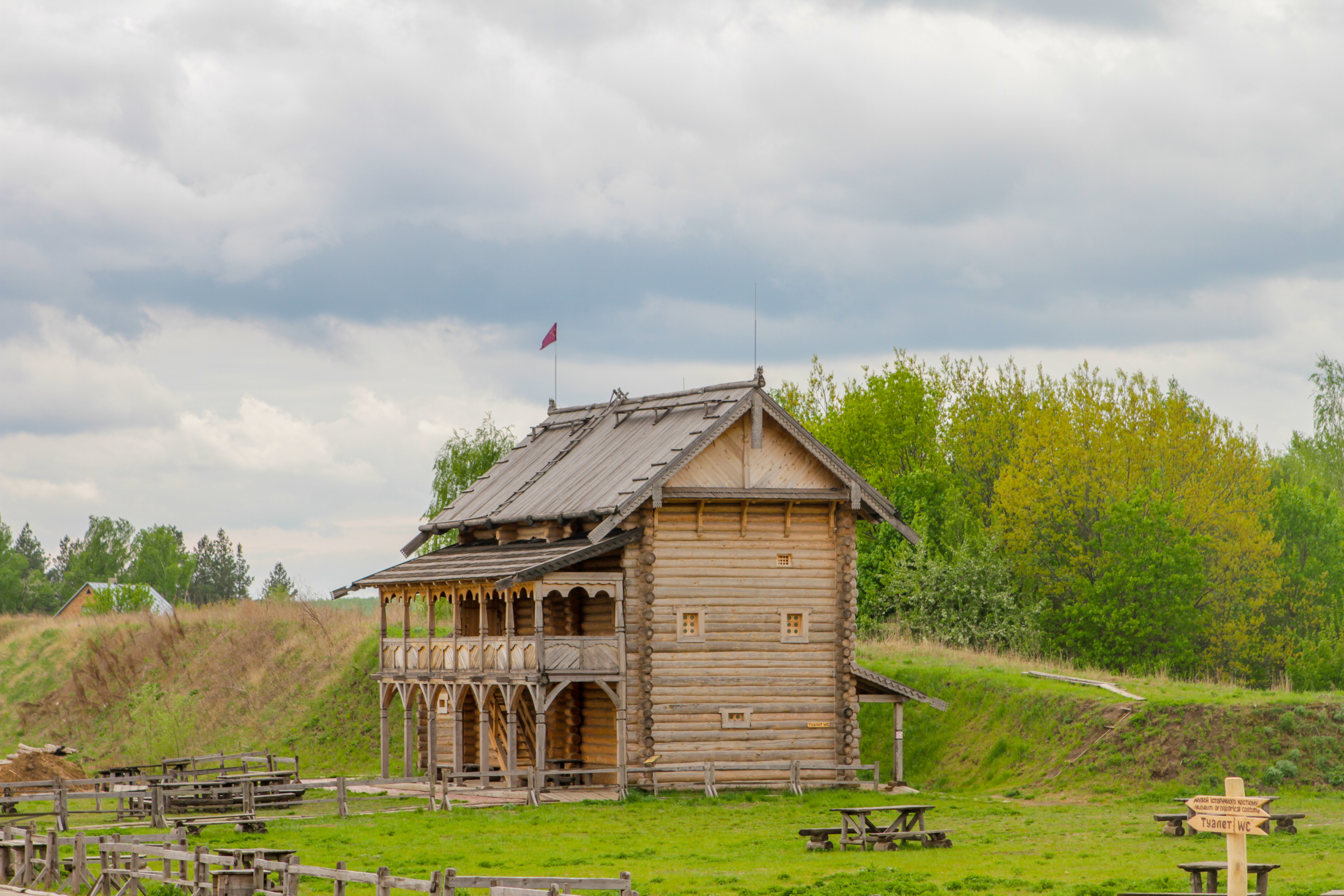
Терем Ярослава Мудрого на території Великого Ярославового двору
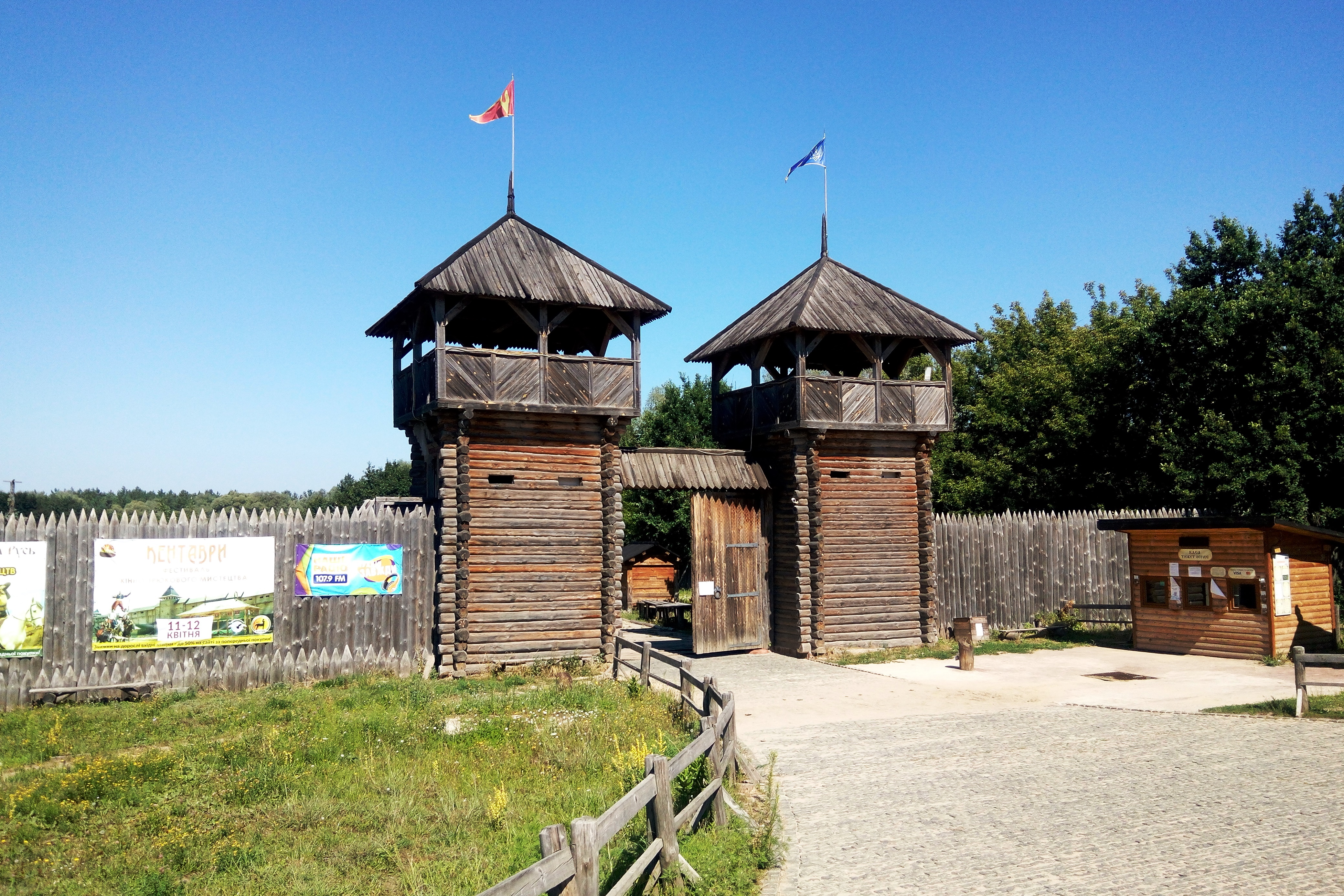
Головний вхід до музею
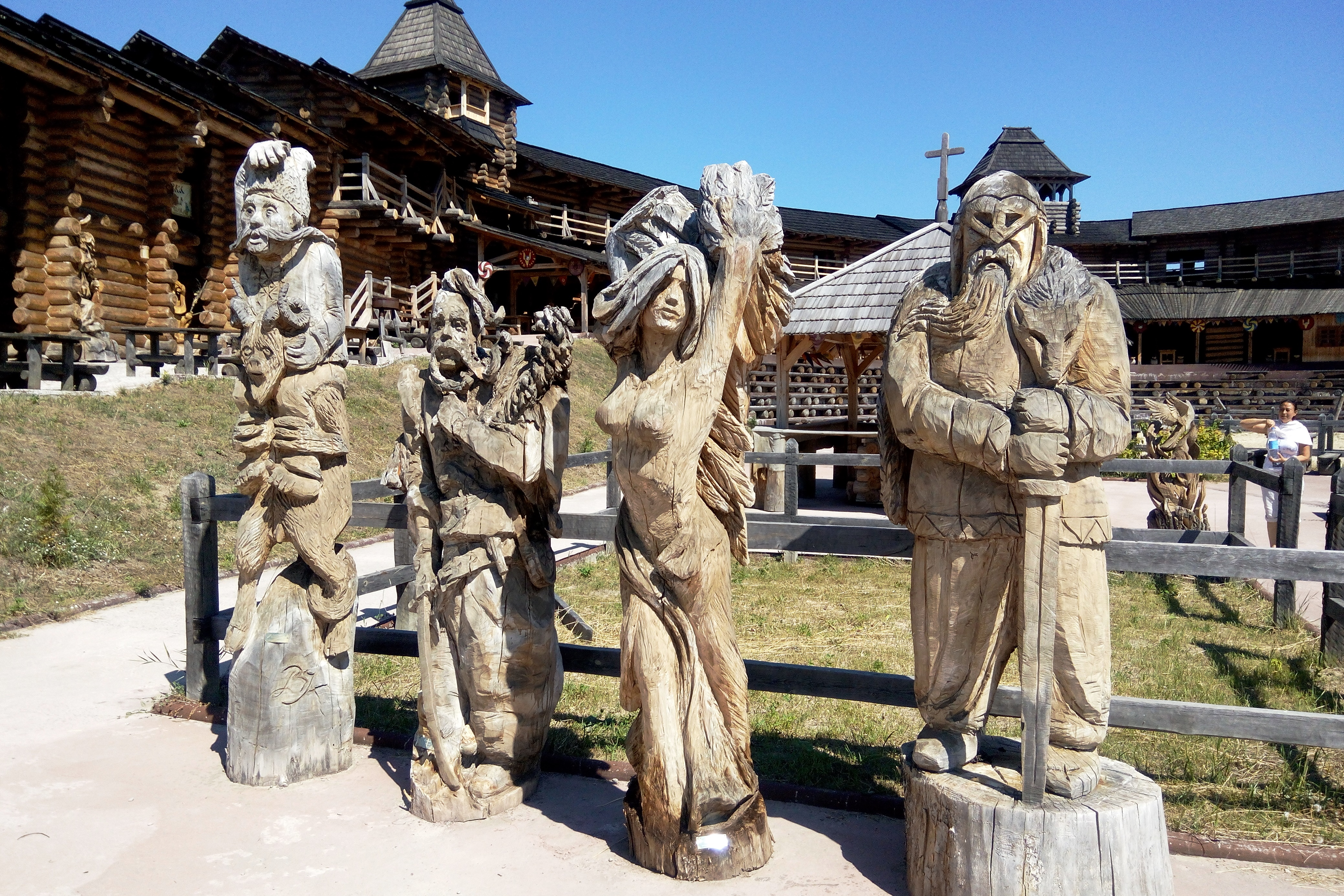
Дерев`яні скульптури
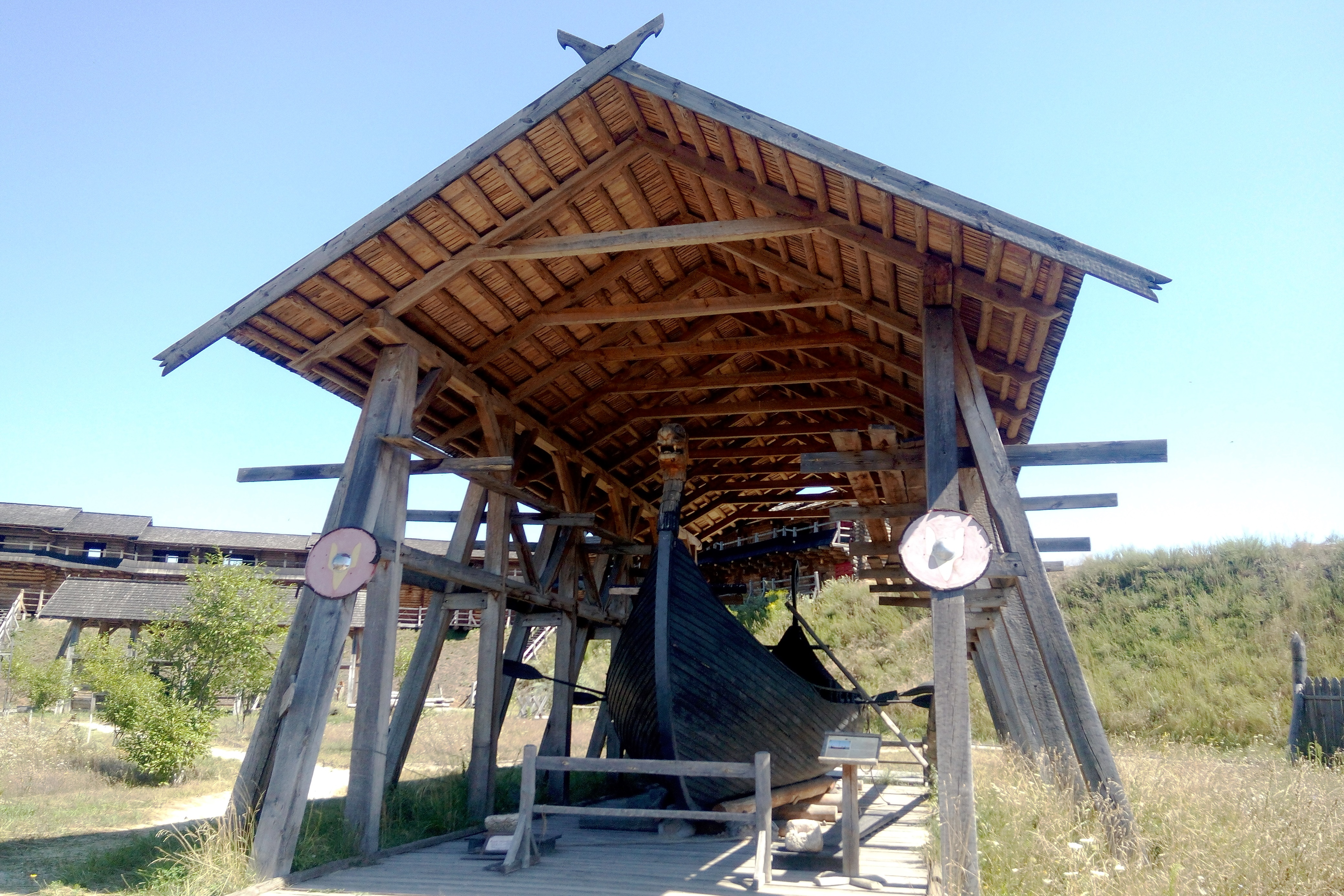
Музей суднобудування
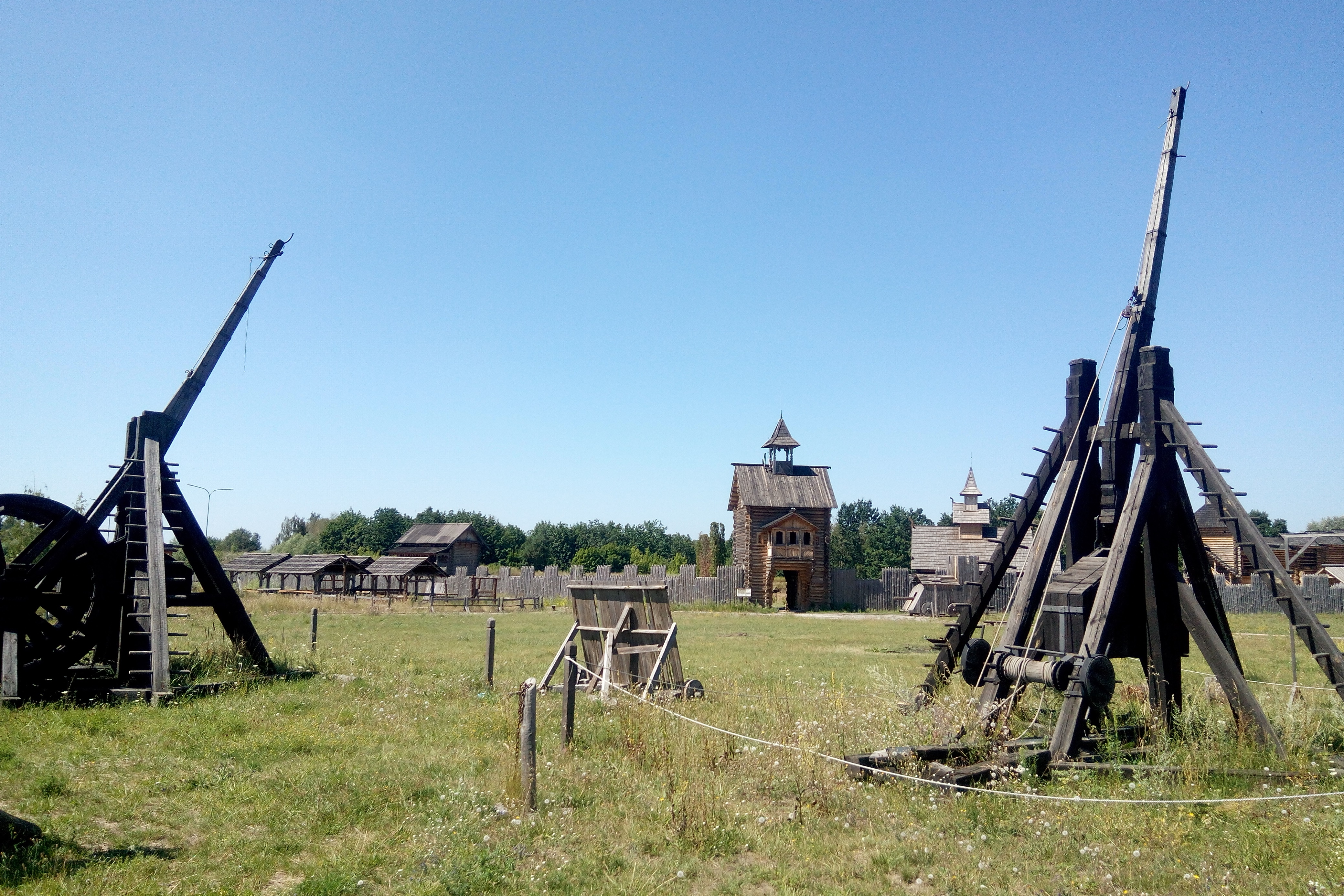
Експозиція облогових машин